# Hrvatsko katoličko liječničko društvo
Hrvatsko katoličko liječničko društvo (HKLD) je katolička stručna nevladina organizacija, koja okuplja doktore medicine, doktore dentalne medicine, farmaceute, medicinske biokemičare i druge visokoobrazovane zdravstvene djelatnike u Hrvatskoj.

## Povijest
Osnovano je 16. veljače 1991. godine kao vjerska organizacija u krilu Katoličke Crkve radi promicanja kršćanskih načela u zaštiti zdravlja naroda i čuvanju ljudskoga života od začeća do prirodne smrti. Ova načela njegovi članovi žele svjedočiti osobnim životom i stručnim djelovanjem pa se stoga stavljaju pod nebesku zaštitu Blažene Djevice Marije, koja se štuje kao Zdravlje bolesnih, i zagovor svetog Luke Evanđelista, zaštitnika liječnika.

## Ustroj i djelovanje
Društvo ima svojstvo pravne osobe i uvedeno je u Registar udruga pri Ministarstvu pravosuđa RH. Ima predsjednika, duhovnog asistenta, dopredsjednike, tajnike, rizničare, glasnogovnornika, upravni odbor, nadzorni odbor i sud časti. Broji više od 2.400 članova koji su organizirani kroz središnjicu u Zagrebu i 21 podružnicu (Dubrovnik, Split, Sinj, Šibenik, Zadar, Gospić, Rijeka, Pula, Karlovac, Zagreb, Bjelovar, Varaždin, Čakovec, Koprivnica, Virovitica, Požega, Našice, Nova Gradiška, Slavonski Brod, Osijek, Vinkovci).
Izdaje glasilo Glasnik Hrvatskoga katoličkoga liječničkog društva kao registrirani stručni časopis, koji osim stručnih i duhovnih priloga sadržava i informacije o djelatnostima društva te društvene vijesti.
Član je Europskog saveza katoličkih liječničkih udruga (FEAMC) i Međunarodnog saveza katoličkih liječničkih udruga (FIMAC). 
U ostvarenju ciljeva Društvo obavlja djelatnosti: 
1. potiče etičko-moralnu, zdravstvenu i stručnu izobrazbu svojih članova prema zahtjevima vremena i nauku Katoličke crkve
2. u djelatnost zdravstva unosi i vlastitim primjerom svjedoči vrednote kršćanskog života
3. u postupku s bolesnim čovjekom njeguje duh istinskog služenja i poštovanja ljudske osobe
4. zauzima se za primjenu razumnih i najboljih postupaka u čuvanju zdravlja, sprečavanju, prepoznavanju i liječenju bolesti te oporavku bolesnika
5. brine se za dostojanstvo liječnika i drugih zdravstvenih djelatnika kao i za dolične i sigurne uvjete rada u njihovu zvanju
6. svojim stručnim znanjem po pozivu služi učiteljstvu Crkve
7. promiče katoličke moralno-etičke stavove u medicinskoj znanosti i praksi

Društvo se ne bavi stranačkom politikom, sindikalnom djelatnošću ni djelatnostima s čisto materijalnim probicima.

## Vanjske poveznice
Mrežna mjesta
- Hrvatsko katoličko liječničko društvo, službene web stranice udruge
- Glasnik HKDL-a  Arhivirana inačica izvorne stranice od 22. listopada 2012. (Wayback Machine), stručni časopis kojeg izdaje HKDL
- Verbum  Arhivirana inačica izvorne stranice od 7. srpnja 2012. (Wayback Machine), izdanja HKDL-a